# Aelurillus m-nigrum
Aelurillus m-nigrum är en spindelart som beskrevs av Chyzer, Kulczynski 1891. Aelurillus m-nigrum ingår i släktet Aelurillus och familjen hoppspindlar. Inga underarter finns listade i Catalogue of Life.